# Cartagena Negra
Cartagena Negra es refereix a unes jornades de literatura negra i de misteri, emmarcades dins de les Setmanes Negres d'Espanya, i convocat des de la ciutat de Cartagena.
Des de la seva primera convocatòria, que va ser l'any 2016, es convoca el mes de setembre de l'any corresponent.
Durant la segona setmana de setembre de l'any corresponent, es celebren a Cartagena les jornades dedicades a la novel·la del gènere negre. Els principals autors del panorama nacional es donen cita a l'Auditori El Batel de Cartagena.
L'ampli esdeveniment cultural inclou taules rodones i de debat, presentació de llibres, clubs de lectura i trobades amb els autors convidats.
Durant els primers sis mesos de l'any corresponent a l'edició del festival de novel·la negra, els organitzadors seleccionen les obres finalistes que participen en el premi i de les quals sortirà el guanyador o guanyadora. A la fi de juny es fa pública la llista dels finalistes i la fallada es comunica durant les jornades de l'edició de Cartagena Negra.